# Theodebert I
Theodebert I (född: ca 500, död: 547–548) frankisk, merovingisk kung av Austrasien 533-548, med huvudsäte i Reims.  Son till Theoderik I. Gift med Deuteria (hans tidigare älskarinna), den langobardiska prinsessan Wisigard. Far till Theodebald I och Berthoara.
Deuteria, av gallo-romersk börd, var Theodeberts älskarinna, och när han blev kung efter sin fars död gifte han sig med henne. Deuteria dödade sin egen dotter i Verdun, och Theodebert gifte om sig med Wisigard, sin trolovade, på uppmaning av sina farbröder (som alla var frankiska kungar).
532 återerövrade Theodebert tillsammans med Gunthar, son till Chlothar I, de land som gått förlorade till goter vid hans farfars, Klodvigs, död. Då hans far Theoderik I dog i slutet av 533 ärvde han tronen och lyckades stå emot sina farbröders, Childebert I och Chlothar, landanspråk. Den barnlöse Childerbert ingick istället en allians med Theodebert och delade med honom de landområden som Chlodomer lämnat efter sig. Kort därefter adopterade Childebert Theodebert.
De merovingiska kungarna slöt sig därefter ihop för att bekämpa ostrogoterna. Genom allianser med gepiderna och langobarderna vann Theodebert de norra provinserna och Raetia. Stora delar av Venedig[?] intogs 545, men Theodebert och hans allierade undvek en direkt konfrontation med den bysantinske kejsaren.
Vid Theodeberts död 547 eller 548 övertog hans son Theodebald I tronen. 